# 746 (canción)
«746» es el primer sencillo del grupo español de pop-rock Jaula de Grillos. Incluido en su primer disco como el segundo corte.

## Historia
La canción, compuesta por Alberto Miguel Ferrero, pertenece a la maqueta que lanzó In Albis en 2005. En el corte original la letra habla de los amigos directos de los miembros del grupo. Surgió un verano en una residencia de verano del cantante, en la habitación «746», según las declaraciones de Alberto en el programa Buenos Días de Telemadrid. La letra sufrió pequeñas modificaciones ya que las bromas internas de la banda no iban a ser entendidas por el gran público.

## La música original
La música original de la maqueta tenía un tempo mucho más relajado y mayor variedad de instrumentos (sintetizadores, armónicas, efectos como el de lluvia…) que se vio reducida a guitarras, bajo, mandolina y batería, incluyendo más coros al final de la canción.
- Datos: Q5652931